# Sihalo-Halo/Sihatubang
Sihalo-Halo/Sihatubang is een bestuurslaag in het regentschap Padang Lawas Utara van de provincie Noord-Sumatra, Indonesië. Sihalo-Halo/Sihatubang telt 226 inwoners (volkstelling 2010).